# Domus Galilaeana

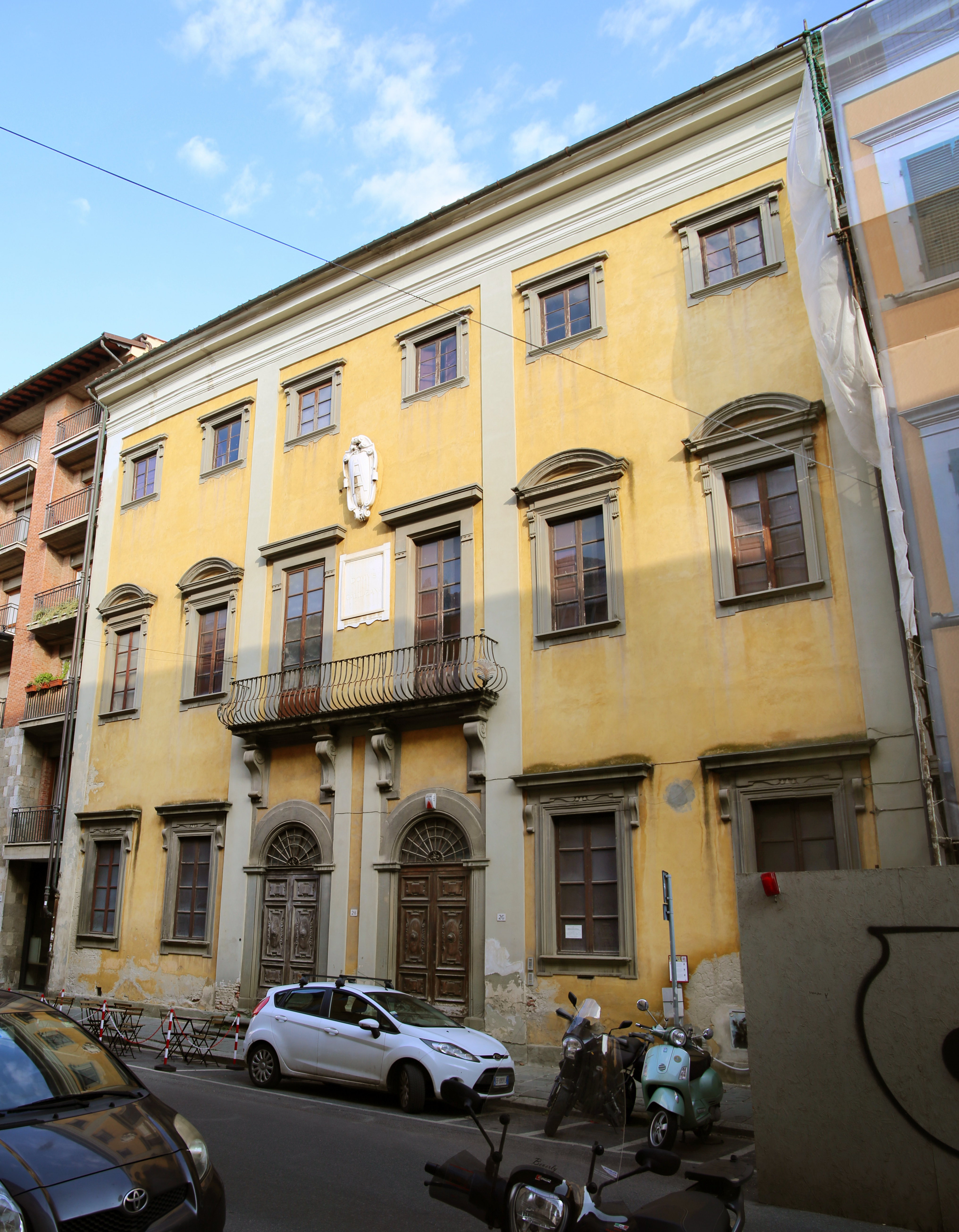
Ingresso della Domus Galileana

La Domus Galilaeana è una fondazione culturale di Pisa, con sede in via Santa Maria 26.
Attualmente la Domus Galilaeana custodisce una biblioteca specializzata in storia della scienza di oltre 40.000 volumi e importanti archivi di personalità scientifiche dell'Ottocento e del Novecento nonché altri beni mobili e vecchi strumenti scientifici.

## Storia

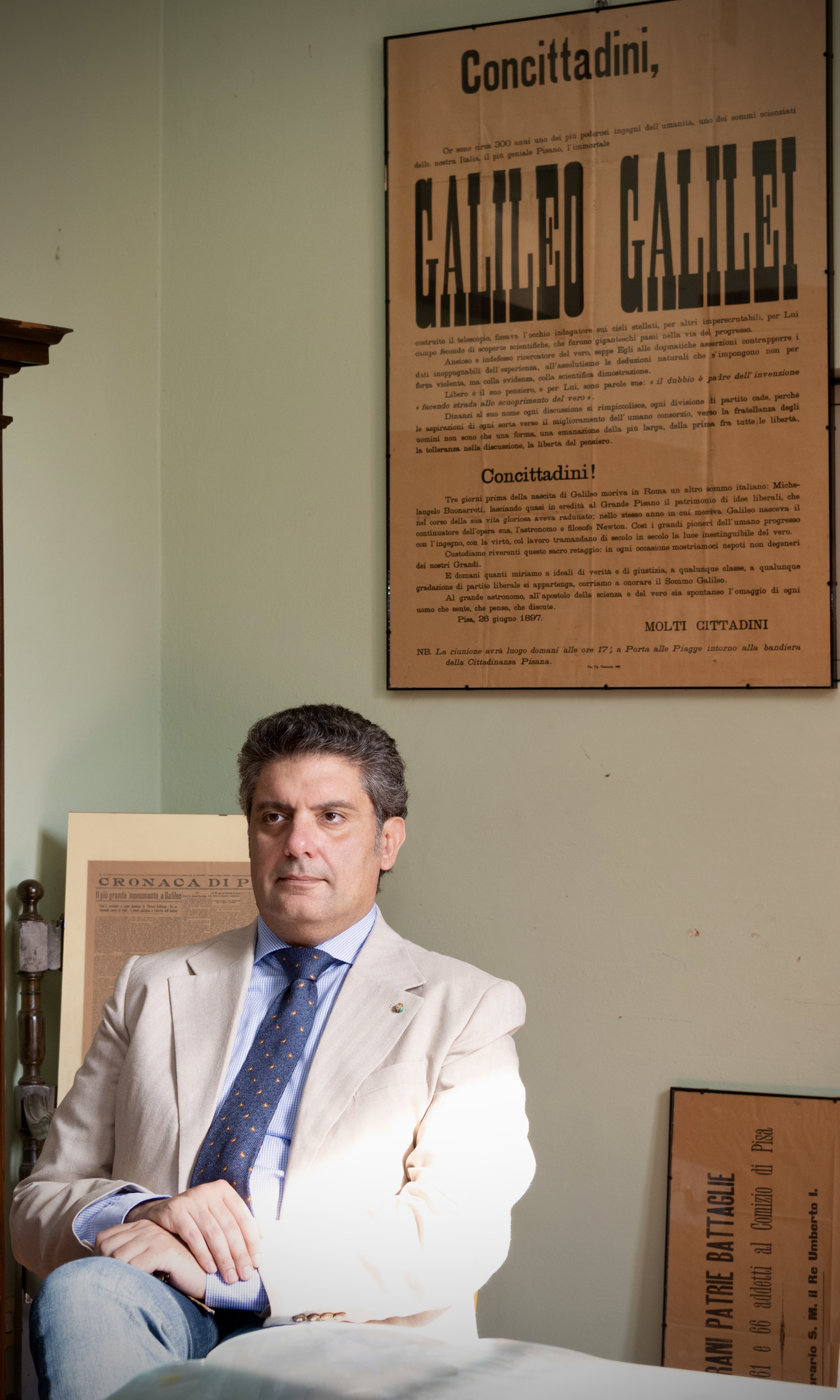
Massimo Asaro, commissario prefettizio della Domus dal 2019

L'idea di creare un Istituto dedicato allo scienziato pisano nacque nel 1938 in previsione delle celebrazioni per il centenario della Prima riunione degli scienziati italiani, tenutasi a Pisa nel 1839. Su iniziativa di Giovanni Gentile e col patrocinio sponsorizzato dalla Società Italiana per il Progresso delle Scienze, fu istituita a Roma una commissione con lo scopo di identificare scopi e obiettivi del nuovo ente, oltre che la città e la sede ove collocarla.
La scelta cadde su Pisa. La presentazione dell'ente fu effettuata nel 1939 nell'Aula Magna dell'Università di Pisa. La Domus Galilaeana ricevette ordinamento giuridico con una legge del 1941. La direzione venne affidata da Gentile a Sebastiano Timpanaro senior.
In particolare l'istituzione raccoglie sin da allora tutte le pubblicazioni antiche e moderne su Galileo e coordina gli studi di storia della scienza, grazie a un fornitissimo archivio e ad un'importante biblioteca specializzata. Dal 2002 da istituzione pubblica si è trasformata in fondazione, soggetta al diritto privato.
Dal 2013 è iniziata una collaborazione con la Fondazione Pisa che ha portato alla conclusione di due progetti di catalogazione archivistica e il conseguente riversamento on line di tutto il materiale dei fondi Enrico Fermi ed Ettore Majorana.
La Domus Galilaeana fruisce di erogazioni della Regione Toscana e del Ministero della Cultura, tuttavia non in grado di garantire le manutenzioni dell'immobile, appartenente al demanio storico statale, e tutti i costi di una gestione piena. 
Nel 2015, a seguito di varie modifiche di statuto, è stata disposta l'iscrizione nel registro delle persone giuridiche private presso la Prefettura - UTG di Pisa. 
Dal dicembre 2019 è amministrata da Massimo Asaro, commissario prefettizio, che sta conducendo un progetto di razionalizzazione mediante una operazione di fusione per incorporazione nella Fondazione Galileo Galilei, dell'Università di Pisa. 

## La sede
La Sede dell'istituto è in via Santa Maria, nell'ex Palazzotto della Specola, collocato tra la casa di Antonio Pacinotti e quella di Carlo Francesco Gabba. Non si tratta della casa natia di Galileo, che si trova invece nei pressi del tribunale, ma dell'edificio che in passato ha ospitato la biblioteca universitaria e la torre dell'osservatorio astronomico.
La Specola di Pisa era stata costruita su impulso di padre Guido Gentile, professore di matematica all'Università di Pisa, che sosteneva la necessità per l'ateneo di avere un osservatorio astronomico, e grazie all'interessamento del Provveditore dell'Università, monsignor Gaspare Cerati. Per allocare la Specola fu costruita su disegno di Giulio Foggini una torre di cinque piani sul fianco del palazzo dalla parte di vicolo Galvani. La costruzione fu realizzata nel 1734-35, ma l'attività scientifica della Specola iniziò solo nel 1746.
La torre manifestò subito problemi di stabilità a causa dell'avvallamento del terreno e fu perciò demolita nel 1826.

## Il museo
La Domus Galilaeana non può essere considerata un vero e proprio museo. Nel corso della sua storia ha conservato varie strumentazioni scientifiche per conto di altre istituzioni. Si ricordano gli strumenti di Enrico Fermi, ora a Roma, e le apparecchiature di Antonio Pacinotti, ora al Museo degli Strumenti per il Calcolo di Pisa, tra i quali la "Macchinetta", primo modello di motore dinamo elettrico. La Domus ha inoltre preservato dalla distruzione la CEP, Calcolatrice Elettronica Pisana, anch'essa confluita nelle collezioni del Museo degli Strumenti per il Calcolo. La strumentazione attualmente presente alla Domus è strettamente legata ai fondi archivistici presenti. Sono conservate le "Sorgenti" per gli esperimenti sulla radioattività indotta di Enrico Fermi, la strumentazione fotografica dell'astronomo Pio Emanuelli e alcune macchine provenienti dall'Istituto di Fisica Tecnica dell'Università di Pisa. Vengono allestiti periodici percorsi didattici dedicati alle scuole sui più importanti personaggi della Storia della Scienza, da Galileo Galilei ai fisici del Novecento.

## L'attività culturale
La sezione didattica della Domus Galilaeana proponeva ogni anno visite guidate, laboratori e percorsi cittadini per tutte le scuole. 
Dal marzo 2020 si svolgono attività culturali e ricerche scientifiche solo in modalità "a distanza", in collaborazione con la cooperativa culturale FormaCultura.